# Pieter Leonard van de Kasteele

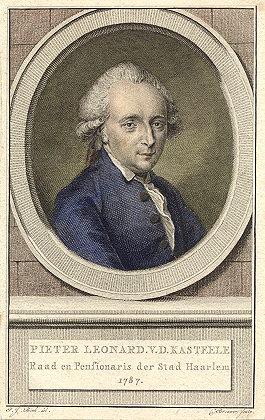
Van de Kasteele in 1787.

Pieter Leonard van de Kasteele (Den Haag, 13 augustus 1748 – aldaar, 7 april 1810) was een Nederlands politicus, patriot en dichter.

## Leven
Hij promoveerde te Leiden in 1771 en vestigde zich als advocaat in Den Haag. In 1773 werd hij amanuensis van de commissie voor de nieuwe psalmberijming. Negen jaar later werd hij pensionaris in Haarlem, maar geraakte als patriot sinds 1787 ambteloos. Na de omwenteling tot 22 januari 1795 was hij lid, en na de dood van Pieter Paulus voorzitter van de Eerste Nationale Vergadering, verder in de Raad van Financiën. Onder koning Lodewijk Napoleon werd hij staatsraad in gewone dienst. In het jaar voor zijn overlijden werkte hij aan een nieuwe grondwet voor het Koninkrijk Holland maar deze zou nimmer van kracht worden ten gevolge van de inlijving bij het Franse keizerrijk. Hij was vader van Tweede Kamerlid Jacob Carel van de Kasteele (1780-1835).
Als dichter werkte hij samen met Hieronymus van Alphen.

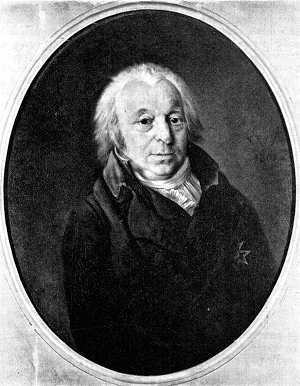
Van de Kasteele in 1809.

## Werk
- Specimen academicum inaugurale exhibens miscellanea juridica (Trajecti ad Rhenum, ex off. A. van Paddenburg typ, 1771). Proefschrift
- Proeve van Stigtelijke Mengelpoëzie (Utrecht 1772)
- Gezangen van Mr. P. L. van de Kasteele, voorheen Raad en Pensionaris van Haarlem (Utrecht 1790)
- De gedichten van Ossian. Vertaling van Ossian (Amsterdam 1793)
- Advies van den burger P. L. van de Kasteele, op het overgegeven plan eener constitutie voor 't volk van Nederland; : voorgedragen in de Nationale Vergadering, den 17 November 1796 (In den Hage, by B. Scheurleer, 1796)
- Aanspraak van den president P.L. van de Kasteele, by't scheiden der laatste zitting van de eerste Nationale Vergadering (Den Haag, ter 'sLands Drukkery, 1797)
- Oden van Klopstock en Wieland (Te Haarlem, bij A. Loosjes, Pz. 1798)
- Dichtwerken van Mr. P. L. van de Kasteele Eerste deel, Tweede deel. Volledig verzameld en met een levensberigt van den dichter verrijkt door J.C. van de Kasteele ('s-Gravenhage, K. Fuhri, 1844)

- Biografisch Portaal: 06640747
- Digitale Bibliotheek voor de Nederlandse Letteren: kast001
- Gemeinsame Normdatei: 120735237
- International Standard Name Identifier: 0000 0000 1603 7212
- Nederlandse Thesaurus van Auteursnamen: 070081093
- Parlement.com: vg09llvc3pr1
- Système universitaire de documentation: 236549464
- Virtual International Authority File: 27909124
- WorldCat: E39PBJv8JjTcYhwwWWpM7yVHmd